# Municipio de Maine (Dakota del Norte)
El municipio de Maine (en inglés: Maine Township) es un municipio ubicado en el condado de Adams en el estado estadounidense de Dakota del Norte. En el año 2010 tenía una población de 22 habitantes y una densidad poblacional de 0,27 personas por km².

## Geografía
El municipio de Maine se encuentra ubicado en las coordenadas 46°14′40″N 102°33′34″O / 46.24444, -102.55944. Según la Oficina del Censo de los Estados Unidos, el municipio tiene una superficie total de 82.17 km², de la cual 82,17 km² corresponden a tierra firme y (0 %) 0 km² es agua.

## Demografía
Según el censo de 2010, había 22 personas residiendo en el municipio de Maine. La densidad de población era de 0,27 hab./km². De los 22 habitantes, el municipio de Maine estaba compuesto por el 100 % blancos. Del total de la población el 0 % eran hispanos o latinos de cualquier raza.